# 肯瑟拉斯·基普鲁托
肯瑟拉斯·基普鲁托（Conseslus Kipruto，1994年12月8日—）是一名肯尼亚长跑运动员，擅长障碍赛。他赢得2013年和2015年世界田径锦标赛3000米障碍赛银牌，并在2016年里约奥运会以8分03.28秒的成绩赢得3000米障碍赛金牌，同时创造奥运会纪录。

## 外部連結
- 肯瑟拉斯·基普鲁托在的頁面